# Sierra de Suazo
La sierra de Suazo o Suajo (en portugués, Serra do Soajo) es la sexta sierra más alta de Portugal Continental, con 1416 m s. n. m. de altitud y 768 m de prominencia topográfica. Se sitúa en los municipios de Arcos de Valdevez, Melgazo y Monzón. Esta sierra forma parte del Parque nacional de Peneda-Gerez y su cumbre, denominada "pico de la Pedrada", es el punto más alto del distrito de Viana de Castelo.